# Eric Garcetti
Eric Michael Garcetti (ur. 4 lutego 1971) – amerykański polityk, burmistrz Los Angeles. Pierwszy wybrany w wyborach burmistrz Los Angeles pochodzenia żydowskiego, najmłodszy burmistrz od ponad wieku.

## Życiorys
Urodził się w Los Angeles w rodzinie pochodzenia włosko-meksykańsko-rosyjsko-żydowskiego. Wychowywał się w Encino w San Fernando Valley. Uczęszczał do szkół w Los Angeles. Studiował na Uniwersytecie Columbia w Nowym Jorku a także na Uniwersytecie Oksfordzkim i London School of Economics.
W latach 2001, 2005 i 2009 był wybierany do Rady Miasta Los Angeles (ang. Los Angeles City Council). Garcetti wygrał wybory na burmistrza Los Angeles 21 maja 2013 roku przewagą 53,9% głosów. Funkcję objął 1 lipca.